# Friesisch-Gesetz

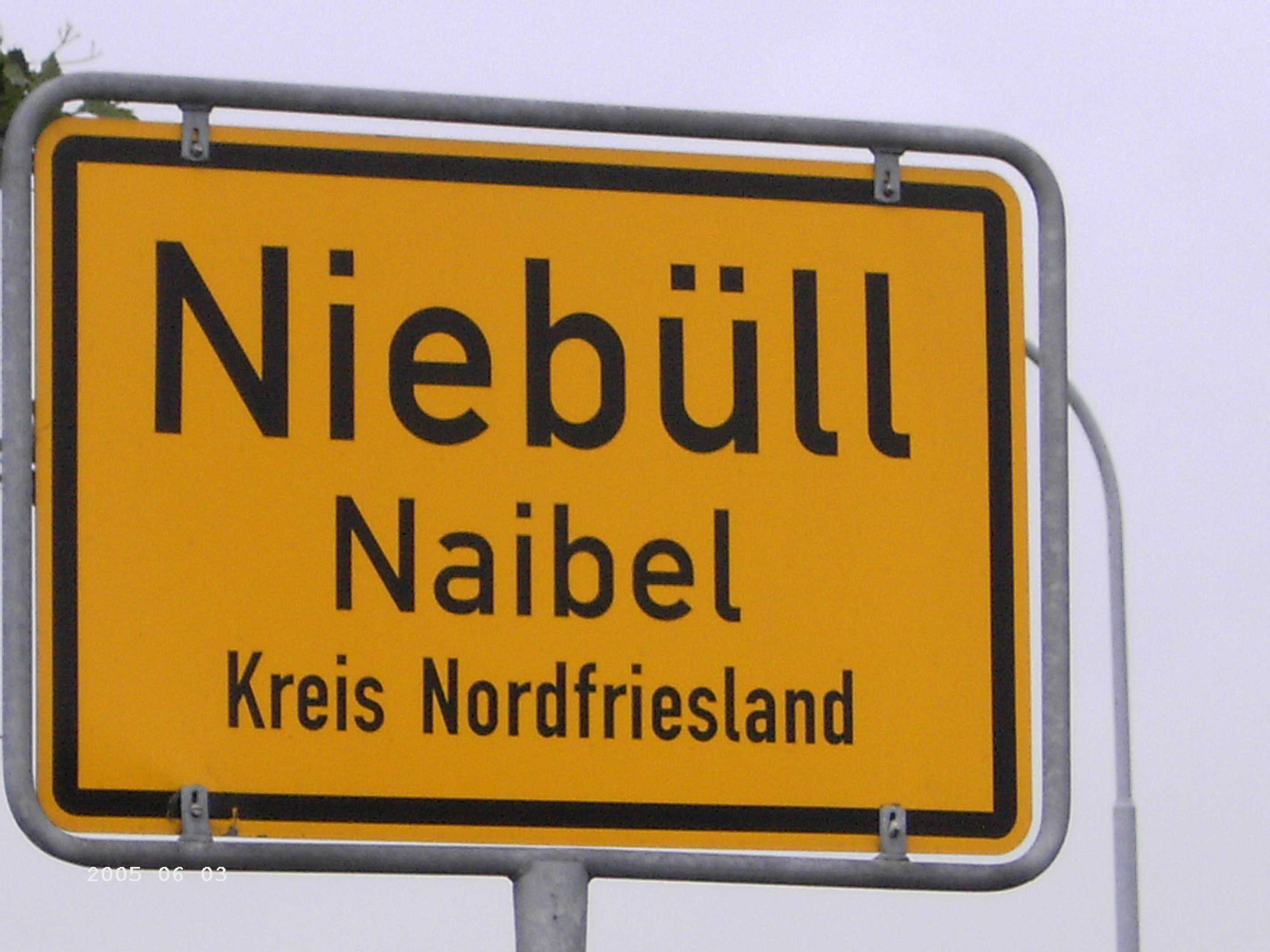
Zweisprachiges Ortsschild Deutsch/Friesisch in Niebüll

Das Friesisch-Gesetz (Friesisch: Friisk Gesäts; Gesäts fort stipen foont friisk önj e öfentlikhäid; deutsch: Gesetz zur Förderung des Friesischen im öffentlichen Raum – FriesischG) ist ein vom Südschleswigschen Wählerverband (SSW) und vor allem vom Landtagsabgeordneten Lars Harms eingebrachtes und am 11. November 2004 vom Landtag Schleswig-Holstein verabschiedetes Gesetz.
Es regelt nach mehreren Neufassungen unter anderem folgende Punkte:
- Friesisch ist im Kreis Nordfriesland und auf Helgoland (Kreis Pinneberg) neben Deutsch die zweite im Amtsgebrauch und vor Gericht zugelassene Sprache
- Das Bekenntnis zur friesischen Volksgruppe ist frei
- Friesische Sprachkenntnisse werden bei der Einstellung in den öffentlichen Dienst berücksichtigt
- Beschilderung an Gebäuden kann zweisprachig sein
- Die Farben und das Wappen der Friesen können im Kreis Nordfriesland neben den Landesfarben und dem Landeswappen verwendet werden. Die friesischen Farben sind Gold-Rot-Blau. (§5)
- Siegel und Briefbögen können zweisprachig abgefasst werden
- Ortstafeln können zweisprachig angefertigt werden
- Die wegweisende Beschilderung an Straßen wird zweisprachig ausgeführt
- Eine Liste der offiziellen friesischsprachigen Ortsnamen in Nordfriesland und auf Helgoland ist dem Gesetz beigefügt
- Das Gesetz wird in deutscher und in friesischer Sprache verkündet